# Beijing BJ6490A
Der Beijing BJ6490A ist ein Kleinbus der chinesischen Automarke Beijing.

## Beschreibung
Hersteller war vermutlich Beijing Beilu Automobile Manufacturing, unter Umständen Beijing Automobile Works. Die Bauzeit war von 1992 bis 2008. Die Basis bildete der Mitsubishi L300 mit einer abgeänderten Front.
Im gesamten Bauzeitraum gab es für das Modell drei verschiedene Motorisierungen mit einem Hubraum von 2237 cm³ und einer Leistung von 76 kW: XG491Q-ME, GW491QE, BJ491EQ1
Im April 2004 gab es eine Modellpflege für das Modell.